# Intellivision
Intellivision — игровая приставка, выпущенная на рынок компанией Mattel в 1979 году. Разработка консоли началась в 1978 году, менее чем через год после выхода её основного конкурента — Atari 2600. Название «Intellivision» составлено из слов «intelligent television» — «интеллектуальное телевидение».

## История
Создание Intellivision началось, как и в случае с многими другими игровыми приставками 80-х годов, под влиянием высоких продаж Atari VCS. Сбросить короля с трона компания Mattel намеревалась при помощи достаточно продвинутой по тем временам графики, неплохих игр (по большей части спортивных) и главной «опции» — дополнительной клавиатуры, превращавшей детскую игрушку в полновесный домашний компьютер.
Нельзя сказать, что затея увенчалась полным провалом. Первая партия из 200 тысяч экземпляров была распродана в весьма короткие сроки, причём немалую роль в этом сыграла упоминавшаяся выше клавиатура, которую Mattel обещала выпустить чуть позднее. Однако тех, кто рассчитывал «считать на Intellivision налоги» (цитата из рекламного ролика) ожидало разочарование, поскольку ожидаемая 90-кнопочная клавиатура так и не увидела свет. Производство клавиатур было свернуто после недолгого периода пробных продаж из-за частых поломок и неудобства в использовании. Вместо них в 1982 году было выпущено устройство под названием Intellivoice. Будучи подключённым к приставке, данный модуль давал некоторым играм голосовое сопровождение, что тогда было вещью достаточно уникальной. В то же время на полки магазинов попала и вторая ревизия самой консоли, не слишком изобретательно названная Intellivision II. От изначального варианта она отличалась изменённым дизайном корпуса и меньшей ценой (целью переделки собственно и было уменьшение стоимости производства). Ещё одной любопытной особенностью было наличие специальных инструкций в ПЗУ системы, не позволявших использовать картриджи от компании Coleco.
Ещё год спустя, на выставке Consumer Electronics Show, широкой публике был представлен прототип Intellivision III. Новая приставка обладала встроенным голосовым модулем, неограниченной цветовой палитрой, 6-канальным звуком, большим объёмом памяти и совместимостью со всеми играми оригинальной Intellivision. Позднее, анонсированная система была переименована в Entertainment Computer System, а к списку обещанных фич добавились принтер, клавиатура и адаптер, позволявший запускать игры от Atari 2600.
Но этот амбициозный замысел уже через несколько месяцев после презентации пал жертвой игрового обвала 1983 года, в результате которого с рынка ушли такие гиганты, как Atari и Coleco. Их примеру последовала и Mattel, продав все права на свою приставку компании INTV, организованной бывшими сотрудниками Mattel. Последняя выпустила ещё одну модификацию приставки, назвав её Super Pro System, которую небезуспешно продавала вплоть до 1990 года, успев за это время, помимо всего прочего, выпустить для неё 35 новых игр.

## Технические данные
- Центральный процессор: 16-разрядный General Instrument CP1610 на тактовой частоте 894886 Гц (то есть немного меньше чем 1 МГц).
- 1352 байта ОЗУ:
  - 240 × 8-бит временная память.
  - 352 × 16-бит (704 байт) Системная память.
- 7168 байта ПЗУ:
  - 4096 × 10-бит (5120 байта) Исполнительная ROM.
  - 2048 × 8-бит Графическая ROM.
- Разрешение графического ядра 160 × 196 пикселей (5 × 2 ТВ пикселей = одному пикселю консоли).
- Способность отображать 16 цветов (причём все цвета могут отображаться одновременно).
- 8 спрайтов размером 8 × 8 или 8 × 16:
  - Могут быть растянуты по горизонтали (2×) или по вертикали (2×, 4× или 8×).
  - Могут быть зеркально отражены (по вертикали и по горизонтали).
- 3 звуковых канала, с 1 генератором шумов (аудиочип GI AY-3-8914).